# Isabelle de Brienne
Pour les autres membres de la famille, voir Maison de Brienne.
Pour les articles homonymes, voir Brienne.
Isabelle de Brienne ou Isabeau de Brienne, dit La Belle Hélène (née vers 1305, † en 1360) est dame de Ramerupt, comtesse de Brienne, en Champagne, de Conversano et de Lecce (Liches), dans le Sud de l'Italie, duchesse titulaire d'Athènes, et dame d'Enghien du chef de son époux. Elle est la fille de Gautier V, comte de Brienne, et de Jeanne de Châtillon, et l'épouse de Gautier III d'Enghien.

## Biographie
En 1311, à la mort de son père Gautier V de Brienne, tué à la bataille d'Halmyros, elle devient dame de Ramerupt tandis que son frère Gautier VI de Brienne hérite des autres titres de leur père.
Gautier V a passé une grande partie de sa vie en Grèce et à sa mort, son épouse Jeanne de Châtillon, après avoir probablement tenté de tenir l'Acropole d'Athènes contre les compagnies catalanes, rentre alors se réfugier, appauvrie, à Brienne, fief ancestral de la maison de Brienne, avec ses deux enfants. Un proche de la famille de Brienne, Gautier de Foucherolles, continue toutefois de tenir la seigneurie d'Argos.
Vers 1321, elle épouse Gautier III d'Enghien, dont elle a treize enfants, et devient dame d'Enghien. Elle devient veuve en 1345.
Son frère Gautier VI de Brienne s'allie aux Angevins du royaume de Naples afin de tenter de reprendre le duché d'Athènes aux catalans, mais il échoue et rentre en Italie. Il s'empare en 1342 du pouvoir à Florence mais est chassé juillet 1343 et rentre en France. Le roi Jean II le Bon le nomme connétable de France et il combat à la bataille de Poitiers où il est tué le 19 septembre 1356. Comme il n'a pas d'héritier de son mariage avec Jeanne de Brienne, il transmet ses titres et son patrimoine à sa sœur Isabelle.
À sa mort, son fils aîné Gautier étant décédé, son héritier est son deuxième fils Siger II. Mais elle a permis que ses terres héritées soient divisées de son vivant entre ses nombreux enfants.

## Mariage et enfants
Vers 1321, elle épouse Gautier III (1302-1345), seigneur d'Enghien, fils de Gautier II d'Enghien et de Yolande de Flandre, dont elle a treize enfants :
- Gautier d'Enghien, mort jeune avant ses parents à environ 18 ans ;
- Isabelle d'Enghien, abbesse de Flines en 1356 et 1357, mais résigne sa charge ;
- Siger II d'Enghien (1324-1364), succède à sa mère Isabelle en 1360 comme baron d'Enghien, comte de Brienne et duc titulaire d'Athènes. Connétable de France ; père de Gautier IV (vers 1360-1381) ;
- Jean d'Enghien († 1380), comte de Lecce et sire de Castro en succession maternelle, d'où la suite de ces titres ;
- Marguerite d'Enghien, qui épouse Pierre de Préaux (sans doute issu des Préaulx de Normandie, selon les armes indiquées par le site Racines&Histoire, Maison d'Enghien, p. 6) ;
- Louis d'Enghien († 1394), qui succède à sa mère Isabelle en 1360 comme comte de Conversano, puis à son neveu Gautier IV en 1381 comme baron d'Enghien, comte de Brienne et duc titulaire d'Athènes. Sa fille héritière Marguerite épouse Jean de Luxembourg, sire de Beauvoir, d'où la suite des seigneurs d'Enghien, comtes de Brienne et de Conversano ;
- Guy d'Enghien, seigneur d'Argos ;
- Jacques d'Enghien, chanoine à Liège en 1355 ;
- Engelbert d'Enghien, seigneur de Ramerupt, de la Folie, de Seneffe, de Tubize, de Brages et de Lembeek ;
- Françoise d'Enghien, qui épouse Pierre, comte de Montebello ;
- une fille qui épouse Eustache du Rœulx dit de Lens ;
- Jeanne d'Enghien, moniale à l'abbaye de Flines en 1356 et 1357 ;
- une fille, moniale à l'abbaye de Moncel.

## Sources
- Marie Henry d'Arbois de Jubainville, Histoire des Ducs et Comtes de Champagne, 1865.
- Marie Henry d'Arbois de Jubainville, Catalogue d'actes des comtes de Brienne, 950-1356..., 1872.
- Fernand de Sassenay, Les Brienne de Lecce et d'Athènes, 1869.